# Symbolisch generalisierte Kommunikationsmedien
Die Theorie symbolisch generalisierter Kommunikationsmedien (auch als Steuerungs- oder Erfolgsmedien bezeichnet) ist ein zentraler Bestandteil der Theorie sozialer Systeme des Soziologen Niklas Luhmann.

## Begriffsklärung
Nach Niklas Luhmann erscheinen beispielsweise Macht, Geld, Liebe, Kunst und Wahrheit als Kommunikationsmedien. Diese haben alle die gleichen Eigenschaften und Strukturen und sind deshalb innerhalb von Luhmanns Theorie untereinander gut vergleichbar.
In Die Gesellschaft der Gesellschaft legt Luhmann die am besten ausgearbeitete Theorie der Kommunikationsmedien vor. Er unterscheidet zwischen Verbreitungsmedien, die die Reichweite der Kommunikation steigern, und Erfolgsmedien. Zu letzteren zählen die symbolisch generalisierten Kommunikationsmedien. Sie stellen die Lösung für ein Problem dar, das die Evolutionstheorie innerhalb der Gesellschaftstheorie Luhmanns aufwirft.

## Unwahrscheinliche Kommunikation
Sprache steigert im Verlauf der gesellschaftlichen Entwicklung die Verständlichkeit der Kommunikation. Damit sinkt jedoch zugleich die Wahrscheinlichkeit, dass Kommunikation erfolgreich wird. Schriftlichkeit der Kommunikation dehnt die räumliche und zeitliche Reichweite von Kommunikationen aus, weil für deren Gelingen keine Kopräsenz der Kommunikationspartner mehr notwendig ist. Die Wahrscheinlichkeit eines Kommunikationserfolgs sinkt mit ihr jedoch weiter. Symbolisch generalisierte Kommunikationsmedien stellen die Lösung für das so entstandene Problem dar, weil sie Unwahrscheinlichkeit einer Kommunikation reduzieren.
Erfolgreiche Kommunikation bedeutet, dass die Selektionen einer Kommunikation als Prämissen für folgende Kommunikationen übernommen werden. Luhmann versteht Kommunikation als eine dreistellige Selektion. Ein Initiator entscheidet über Information und Mitteilung. Daran kann sich ein Verstehen anschließen. Erfolg bedeutet hier, dass eine ursprünglich selektierte Information verstanden und als Grundlage einer Folgekommunikation angenommen wird. Auf der Basis der Selektion des ersten Initiators wird dann eine weitere dreistellige Selektion angeschlossen.
Die symbolisch generalisierten Kommunikationsmedien lösen das im Verlauf der gesellschaftlichen Entwicklung entstandene Kommunikationsproblem auf jeweils spezifische Weise. Eine Zahlung etwa sorgt dafür, dass jemand ein begehrtes Gut hergibt. Wie aber kann eine Zahlung – heute kodiert in einer Währung – dazu motivieren? Luhmann beantwortet diese Frage mit der Erwartbarkeit von Folgekommunikationen. Kann Ego nicht voraussetzen, dass die von Alter Ego empfangene Zahlung weiter eintauschbar bleibt, wird Ego die Zahlung nicht annehmen. Ist die Anschließbarkeit von Kommunikation, in diesem Beispiel die Zahlung, hingegen gewährleistet, wird Ego motiviert, eine Zahlung anzunehmen.
Kommunikationsmedien leisten generell die Verknüpfung von Selektion und Motivation. Sie transformieren unwahrscheinliche Konstellationen in Wahrscheinlichkeiten. Die Unwahrscheinlichkeit einer Kommunikation beruht generell darauf, dass eine soziale Situation zwei kontingente (d. h. durch bloßen Zufall sich ergebende) Positionen einschließt, nämlich die von Ego (ich) und die von Alter (der andere), welche durch (aktives) Handeln bzw. durch (passives) Von-Handeln-Betroffensein
bestimmt sind. Die symbolisch generalisierten Kommunikationsmedien überwinden die besagte Unwahrscheinlichkeit, indem sie zwischen den zwei Positionen vermitteln.

## Macht, Geld, Liebe, Wahrheit, Kunst
Die moderne, funktional differenzierte Gesellschaft ist laut Luhmann besonders stark durch die fünf symbolisch generalisierten Kommunikationsmedien Macht, Geld, Liebe, Wahrheit und Kunst geprägt.
(Politische) Macht ermöglicht es z. B., dass ein Verkehrssünder eine Geldbuße entrichtet bzw. dass der Staat sie erhält. Geld sorgt dafür, dass ich vom Bäcker ein Brot erhalte bzw. dass letzterer es mir hergibt. Liebe ist der Grund dafür, dass eine Tochter ihren alten kranken Vater pflegt bzw. dass der Vater diese Pflege erhält. Der Anspruch auf (wissenschaftliche, falsifizierbare) Wahrheit ermöglicht es einem Wissenschaftler, von einem anderen eine wissenschaftliche Aussage zu übernehmen und diesem anderen Wissenschaftler, seine Aussage zu verbreiten. Kunst, genauer: der von einem Artefakt beanspruchte Kunstcharakter (sprich: Anspruch, Interesse zu erwecken), bewegt einen ästhetisch begabten Menschen, sich dem Produkt eines Künstlers zuzuwenden und beschert damit dem Künstler einen Interessenten für seine Kunst.